# Albert IV., austrijski vojvoda
Albert IV. Habsburg (Beč, 19. ili 20. rujna 1377. – Znojmo, 25. kolovoza ili 14. rujna 1404.) kao grof od Habsburga Albert VIII., bio je vladar iz dinastije Habsburg. Vladao je od 1395. do 1404. zajedno sa svojim bratićem Vilimom (1370. – 1406.) nad Austrijskim Vojvodstvom.